# おさかなはあみの中 オリジナル・サウンドトラック
『おさかなはあみの中 オリジナル・サウンドトラック』は、OVA『おさかなはあみの中 ～FISH IN THE TRAP～』のサウンドトラック。1994年8月21日にテイチクエンタテインメントより発売された。全9曲に収録。

## 概要
- 加藤実がOVA『おさかなはあみの中 ～FISH IN THE TRAP～』の劇伴作曲を担当し、全9曲音楽に収録されている。
- ディスクジャケットのイラストには、乱魔猫吉が描きおろしている。

## 曲目リスト
1. Night Calling
2. School Days
3. Rain
4. For You
5. Riskey
6. Twilight Blue
7. If you leave
8. 夢の中へ
9. Special Talk